# Ralph Thoresby

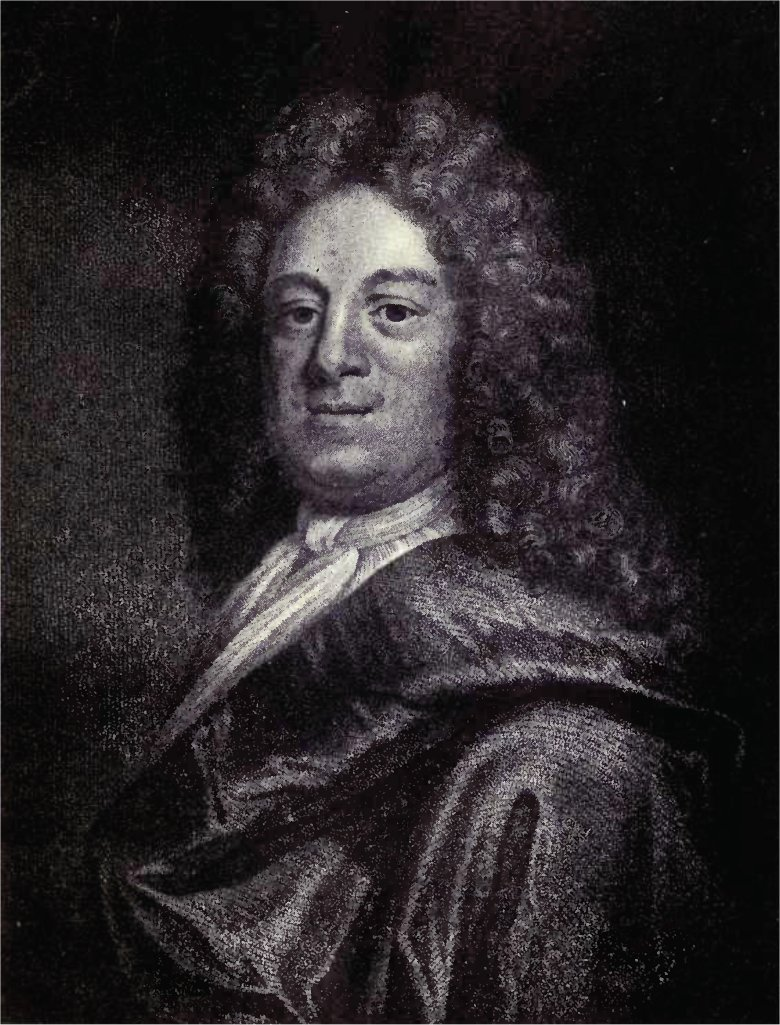
Ralph Thoresby

Ralph Thoresby (* 16. August 1658 in Kirkgate, Leeds; † 16. Oktober 1725) war ein englischer Antiquar und Topograph. Bekannt wurde er durch sein eine bedeutsame Münz- und Medaillensammlung enthaltendes Museum und die Abfassung eines als Ducatus Leodiensis betitelten Werks über die Topographie der Stadt Leeds und deren Umgebung. Ab 1677 führte er lebenslang ein genaues Tagebuch, übte auch die Funktion eines Gemeinderats von Leeds aus und war Fellow der Royal Society.

## Leben

### Abstammung und Jugend
Ralph Thoresby war ein Sohn von John Thoresby (1626–1679), einem in guten Lebensverhältnissen in Leeds wohnenden Wollwarenhändler, und dessen Gattin Ruth († 1669), Tochter von Ralph Idle aus Bulmer nahe York. Sein Vater hatte während des zwischen Anhängern König Karls I. und jenen des englischen Parlaments ausgefochtenen Bürgerkriegs (1642–49) einige Zeit als Offizier in der Parlamentsarmee unter Thomas Fairfax gedient. Die Familie Thoresby gehörte zu den alten und angesehenen englischen Geschlechtern und Ralph Thoresby, der intensive Nachforschungen über seine Ahnentafel anstellte, war stolz auf seine Abstammung von John of Thoresby († 1373), Erzbischof von York.
Der Vater Ralph Thoresbys pflegte antiquarische Interessen, kaufte gegen eine hohe Geldsumme die Münz- und Medaillensammlungen der Familien Fairfax und Stonehouse und stellte sie in einem eigenen Museum aus. Ralph Thoresby selbst, der ebenfalls antiquarische Neigungen entwickelte, besuchte zuerst ein privates Gymnasium und danach die Leeds Grammar School, wo er unter anderem Latein und Griechisch erlernte. Nach dem Tod seines älteren Bruders im Alter von 12 Jahren war er der älteste Sohn seines Vaters. Dieser sandte ihn 1677 nach London, wo er im Haushalt eines Verwandten, des Tuchhändlers John Dickenson, eine kaufmännische Ausbildung erhalten sollte. Doch Thoresby genoss beträchtliche Freiheiten und widmete sich anscheinend weniger dem Studium der Methoden des Handelsgeschäftes als dem Besuch bedeutender Plätze der Stadt und dem Abschreiben von Inschriften. Wie ihm sein Vater in einem Brief vom 15. August 1677 empfohlen hatte, legte er ab dem 2. September 1677 ein während seines ganzen Lebens hindurch regelmäßig geführtes Tagebuch an. Joseph Hunter besorgte 1830 eine zweibändige Druckausgabe. Dieses Tagebuch liefert eine zuverlässige und detaillierte Chronologie von Thoresbys Leben.
Im Februar 1678 kehrte Thoresby nach Leeds zurück und blieb dort bis Juli 1678. Dann reiste er nach Rotterdam, um Niederländisch sowie Französisch zu lernen und seine Ausbildung als Wollhändler zu vervollkommnen. Auch hier frönte er nebenbei seinen antiquarischen Forschungen, besuchte wichtige holländische Städte, vermerkte bedeutende Gebäude und kopierte Epitaphe und Inschriften. Von einem heftigen Schüttelfrost erholte er sich nur mühsam und musste sich im Dezember 1678 wieder nach Leeds begeben. Auf Ausflügen in ländliche Gegenden Yorkshires bereicherte er seine Kenntnisse über lokale Altertümer.

### Einstieg in den Wollhandel; antiquarische Studien; religiöse Entwicklung
Der am 30. Oktober 1679 erfolgte Tod seines Vaters stellte Thoresby vor neue Herausforderungen. Er hatte für seinen Vater stets eine innige Verbundenheit empfunden und von ihm ein bescheidenes Vermögen geerbt. Dafür musste er nun, da auch seine Mutter bereits zehn Jahre früher verstorben war, die Verantwortung für die Familie und die Weiterführung des von seinem Vater ausgeübten Wollhandels übernehmen. Im Haushalt lebten noch sein jüngerer Bruder und seine Schwester, um deren Bedürfnisse er sich nun kümmerte. 
Obwohl Thoresby nun merkantile Aktivitäten entwickelte und dem Geschäft des Wollhandels nachging, scheint er nach seinen Tagebucheintragungen doch seinen antiquarischen Studien mehr Zeit gewidmet zu haben. Gelegentlich fuhr er aus geschäftlichen Interessen und zum Erwerb von Büchern nach London, und bei einem dieser Besuche der Hauptstadt war er im Oktober 1680 beim Lever des Herzogs von Monmouth anwesend. Für seine Altertumsforschungen reiste er in den 1680er Jahren auch nach Schottland, besuchte Gelehrte und diverse Sammlungen, so 1684 jene des Ashmolean Museums, stellte Beobachtungen in lokalen ländlichen Gegenden an und kopierte weiterhin Inschriften.
Damals war Thoresby zunächst noch gemäß seiner Erziehung ein Presbyterianer und nahm häufig an nicht-anglikanischen Versammlungen teil. Im Dezember 1683 wurde er deswegen nach dem Conventicle Act angeklagt, aber freigesprochen. Danach besuchte er jeden Sonntag Gottesdienste der englischen Staatskirche, zu der er sich schließlich nach langen Überlegungen und einem umfangreichen Briefwechsel mit seinem Freund John Sharp, Erzbischof von York, um 1699 offiziell bekannte. Religion hatte für ihn auch in seinem weiteren Leben einen hohen Stellenwert. So berührte er etwa in vielen Briefen religiöse Fragen und bemühte sich um die Verteilung geistlicher Literatur unter Arme. 
Im Mai 1684 stellte Thoresby seine Handelsaktivitäten auf eine breitere Basis, indem er nun auch Leinenprodukte einbezog und zu diesem Zweck die Mitgliedschaft in der Society of Merchant Adventurers kaufte, die Handelsbeziehungen mit Hamburg unterhielt. Ferner trat er auch der Eastland Company bei. Mit dieser Unternehmenserweiterung war ihm jedoch nur mäßiger Erfolg beschieden und er übte den kaufmännischen Beruf auch nie mit großer Hingabe aus.

### Heirat und Nachkommen
Am 25. Februar 1685 heiratete Thoresby Anna († 1740), die dritte Tochter und Miterbin von Richard Sykes, einem Gutsherrn aus Leeds. Die Ehe war recht glücklich, doch bestanden zwischen den Eheleuten Differenzen über religiöse Anschauungen. Von den zehn Kindern Thoresbys aus dieser Ehe überlebten ihn nur zwei Söhne und eine Tochter. Der ältere Sohn, Ralph, wurde Pfarrer in Stoke Newington, der jüngere, Richard, Pfarrer der Katharinenkirche in der Londoner Coleman Street. Diese beiden kirchlichen Funktionen wurden ihnen durch den Freund ihres Vaters Edmund Gibson, Bischof von London, verliehen.

### Literarische Unternehmungen; Briefwechsel; Fellow der Royal Society
Im Lauf der Zeit erwarb sich Thoresby einen Ruf als Antiquar und herausragender privater Sammler Großbritanniens. Unermüdlich ergänzte er den Bestand des von seinem Vater ererbten Museums. 1682 verlieh er einige sächsische Münzen an Obadiah Walker, der sie für seine Ausgabe von John Spelmans Life of King Alfred stechen ließ. Dann waren ihm auch Edmund Gibson und Sir Andrew Fountaine für ähnliche Leihgaben, die in William Camdens Britannia und in der Numismata abgebildet werden sollten, zu Dank verpflichtet.
Schon als junger Erwachsener pflegte und erweiterte Thoresby auch den von seinem Vater aufgebauten Bekanntenkreis von ebenfalls antiquarisch interessierten Persönlichkeiten. Thornton, der Schreiber von Leeds, und William Nicolson, Bischof von Carlisle, gehörten zu seinen frühesten literarischen Freunden; er vertiefte auch bald die Bekanntschaft mit anderen Geistesverwandten wie Thomas Gale, Dean von York, George Hickes, Thomas Hearne, John Ray, John Strype sowie den Bischöfen Edmund Gibson und White Kennett.
Thoresby fasste um 1690 den Entschluss, ein topographisches Werk über Leeds und dessen Umgebung zu verfassen; es sollte erst 1715 unter dem Titel Ducatus Leodiensis, or, The Topography of Leedes erscheinen. Unterdessen konnte Thoresby 1693 aufgrund seiner Kenntnisse auf Bitten von Bischof Gibson die Überarbeitung der Darstellung von West Riding of Yorkshire in Camdens Britannia übernehmen. 1695 entwickelte er einen ersten Entwurf für seinen Ducatus Leodiensis, und John Evelyn sowie Bischof Gibson ermutigten ihn im Mai 1699 zur verstärkten Inangriffnahme dieses Werks. Wegen anderweitiger Tätigkeiten kam Thoresby aber nur langsam voran. Im Juni 1697 wurde er zum Gemeinderatsmitglied von Leeds gewählt, ebenso im gleichen Jahr zum Fellow der Royal Society, wozu er aufgrund seiner Aufsätze über botanische Gegenstände und von ihm aufgefundene römische Überreste in Yorkshire befähigt erschienen war. In der Folge veröffentlichte er rund 30 Berichte für die Royal Society über römische und sächsische Monumente in Nordengland, Münzinschriften und anderes in den Philosophical Transactions. 1698 geriet er aufgrund einer unglücklichen Spekulation mit einer von ihm 1689 in Sheepscar, einem Stadtteil von Leeds, mitgegründeten Ölmühle in große Schwierigkeiten. Er verlor sein Kapital und wurde in einen Prozess verwickelt; kurzzeitig saß er sogar aufgrund von Schulden im Gefängnis ein.

### Spätere Jahre nach dem Rückzug aus dem Tuchhandel; Abfassung desDucatus Leodiensis
1704 gab Thoresby endgültig seine Geschäftstätigkeit als Tuchhändler auf. Nun widmete er sich intensiver der Abfassung seines Ducatus Leodiensis und der Erweiterung seines Museums, dessen Bestand vor allem über 2000 Münzen und Medaillen umfasste. Daneben enthielt es auch Sammlungen von Pflanzen, Muscheln, Mineralien und Fossilien, ferner Hörner und Häute exotischer Tiere, Totenurnen, Teile menschlicher Körper – so insbesondere einen Arm des Marquess of Montrose –, mathematische Instrumente, Kriegsgerät sowie Statuen und Amulette, die teilweise aus fernen Ländern stammten. Das Museum erfreute sich regen Zulaufs; auch englische Parlamentarier und ausländische Gäste zählten zu den Besuchern. Über seine Studien der Museumsobjekte diskutierte Thoresby brieflich mit zahlreichen Persönlichkeiten.
Außer der Anlage seines bemerkenswerten Museums war Thoresby auch der erste Antiquar Yorkshires, der mit seinem Ducatus Leodiensis ein bedeutendes literarisches Werk niederschrieb. Bei dessen Erstellung hatte er auch Zugang zu Material, das seine angesehenen Freunde James Torre, Nathaniel Johnston, William Richardson und John Hopkinson gesammelt hatten. Einen Teil seines Werks legte er im Januar 1709 George Hickes zur Begutachtung vor und erhielt dafür dessen Lob. Obwohl Thoresby fleißig an seinem Werk arbeitete und sich sehr für das Thema interessierte, stellte sich für ihn die Ausarbeitung des Stoffs doch mühsamer als erwartet heraus, und er machte weiterhin nur langsame Fortschritte. Der Ducatus Leodiensis erschien schließlich im Mai oder Juni 1715 und enthielt auch eine hervorragende Landkarte des dargestellten Gebiets. Die Schrift war Peregrine Osborne, Marquess von Carmarthen, sowie dem Bürgermeister und Stadtrat von Leeds gewidmet. Etwa 2000 Exemplare wurden gedruckt. Im Großen und Ganzen fand das Werk eine wohlwollende Aufnahme, aber von der Darstellung Yorkshires scheint der lange Bericht über Thoresbys Museum mehr Beachtung als der topographische Abschnitt gefunden zu haben. Eine zweite Ausgabe, die auch mit Anmerkungen und Ergänzungen des englischen Klerikers und Topographen Thomas Dunham Whitaker (1759–1821) versehen war, erschien im Jahr 1816. Trotz Thoresbys Ungenauigkeit und Leichtgläubigkeit stellte sein Ducatus Leodiensis eine nützliche und wichtige Kompilation dar.
Durch die Glückwünsche seiner Freunde ermutigt, beabsichtigte Thoresby, sein Werk durch eine historische Darstellung von Leeds und der Umgebung der Stadt zu ergänzen, doch kam dieser Plan nur teilweise zur Ausführung. Von 1716 bis 1720 verfasste er hierbei einen Bericht über die Geschichte der Kirche von Leeds, der erst 1724 unter dem Titel Vicaria Leodensis, or, The History of the Church of Leedes erschien. Außerdem stellte Thoresby ein Manuskript über die frühe Geschichte der Gegend von Leeds, angefangen von den Britonen über die römische Herrschaft bis zum 6. Jahrhundert, fertig. Es wurde als Anhang zur von Thoresbys ältestem Sohn besorgten Lebensbeschreibung des Antiquars in der Biographia Britannica gedruckt. Ferner half Thoresby 1721 wiederum Bischof Gibson bei der Neuauflage von Camdens Britannia und lieferte bedeutende Korrekturen und Zusätze zu Arthur Collins’ Baronetage.

### Tod und späterer Verkauf von Thoresbys Sammlungen
Thoresby blieb bis kurz vor seinem Lebensende aktiv. Von einem ersten, im Oktober 1724 erlittenen  Schlaganfall, nach dem er nicht mehr sprechen und gehen konnte, erholte er sich langsam. Ein erhaltener Brief aus dieser Zeit von seiner Hand verrät seinen damaligen melancholischen Zustand, den er geduldig und ergeben ertrug. Er starb sechs Tage nach einem zweiten Schlaganfall am 16. Oktober 1725 im Alter von 67 Jahren. Drei Tage später wurde er nahe den sterblichen Überresten seiner Vorfahren im Chor der St. Peter’s Church in Leeds beigesetzt. Beim Umbau der Kirche 1838–41 wurde ihm eine Gedenktafel errichtet.
Sein Museum und seine Bibliothek fielen an seinen älteren Sohn Ralph. Viele der in ihnen gesammelten Gegenstände wurden nach Ralphs Tod 1764 auf einer von zahlreichen profilierten Antiquaren und Sammlern, darunter Horace Walpole, besuchten Auktion in London zum eher geringen Gesamtpreis von 450 Pfund verkauft. In Leeds kam es zur Gründung einer Thoresby Society.